# فرانشيسكا هيلدبراند
فرانشيسكا هيلدبراند (بالألمانية: Franziska Hildebrand)‏ هي متسابقة بياثل ألمانية، ولدت في 24 مارس 1987 في هاله في ألمانيا.

## وصلات خارجية
- فرانشيسكا هيلدبراند على موقع IBU (الإنجليزية)
- فرانشيسكا هيلدبراند على موقع اللجنة الأولمبية الدولية (الإنجليزية)
- فرانشيسكا هيلدبراند على موقع أوليمبيديا (الإنجليزية)
- فرانشيسكا هيلدبراند على موقع اللجنة الأولمبية الألمانية (الألمانية)
- فرانشيسكا هيلدبراند على موقع IMDb (الإنجليزية)